# Juan Bautista Rubio Zamorano
Juan Bautista Rubio Zamorano (Isla Cristina, 1887 - 1968) fue un periodista español, fundador de La Higuerita, el periódico más antiguo de la provincia de Huelva.

## Biografía
Entre las calles Astilleros y Prado, Bautista padre tenía un bazar con su mujer Zamorano, en cuya casa anexa vivía y donde nació su hijo Juan en 1887. 

heredó de su padre dicho Bazar que fue atendido por él durante varios años hasta que su afición y dominio de las letras le hizo conseguir crear nuestro periódico La Higuerita el año 1915, contando con 26 años, quedando situada la imprenta en la calle Gómez Bastero. Fallecido en 1968, siguió con la imprenta su hijo Juan Bautista Rubio Milá hasta que, el 1 de septiembre de 1985 se hizo cargo del periódico como propietario y editor el isleño, defensor de su pueblo, Rafael López Ortega.
La Higuerita, José Viedma Viso, julio de 2009

## Repercusión histórica
Fundó, el periódico La Higuerita, que actualmente es el más antiguo (el llamado decano) de la provincia de Huelva y el tercero de Andalucía (actualmente solo el Diario de Cádiz y El Correo de Andalucía son más antiguos). Nació el 13 de febrero de 1915 y la figura que más ha destacado en su periplo ha sido la de la familia Bautista, quien desde su nacimiento y durante varias generaciones mantuvo su dirección. Su fundador fue Juan Bautista Rubio Zamorano (1887-1968).